# Вальжуффре
Вальжуффре (фр. Valjouffrey) — коммуна во Франции, находится в регионе Рона — Альпы. Департамент коммуны — Изер. Входит в состав кантона Матезин-Триев. Округ коммуны — Гренобль.
Код INSEE коммуны — 38522. Население коммуны на 1999 год составляло 156 человек. Населённый пункт находится на высоте от 923  до 3 564  метров над уровнем моря. Муниципалитет расположен на расстоянии около 530 км юго-восточнее Парижа, 140 км юго-восточнее Лиона, 45 км юго-восточнее Гренобля. Мэр коммуны — M. Bernard Héritier, мандат действует на протяжении 2001—2008 гг.
Динамика населения (INSEE):